# 木屋好絵
木屋　好絵（きや　よしえ、1975年11月15日 -）は北海道根室市出身の日本の柔道家。72kg超級及び78kg超級の選手。身長167cm。

## 人物
柔道は6歳の時に父親の影響で始めた。根室市立啓雲中学から釧路湖陵高校へ進むと、2年の時に高校選手権72kg超級で5位になった。1994年には筑波大学へ進学すると、2年の時に優勝大会で3位となった。3年の時には無差別で争われる全日本学生選手権の準決勝で拓殖大学3年の妹尾ひでみに敗れるも3位となると、世界学生では個人戦の無差別で2位、団体戦で3位となった。4年の時には優勝大会で3位だったが、全日本学生選手権では決勝で東和大学4年の山下まゆみを判定で破って優勝を飾った。全国女子体重別の78kg超級では2位だった。福岡国際では決勝で中国の袁華に敗れて2位にとどまった。ドイツ国際では3位となった。1998年にはミキハウスの所属となると、体重別で3位になった。2000年の体重別と全国女子体重別ではそれぞれ3位だった。2001年には環太平洋柔道選手権大会で優勝を飾った。2002年には実業個人選手権で優勝した。2003年の講道館杯では3位だった。2005年の全日本選手権では準決勝で綜合警備保障の塚田真希に体落で敗れるも、29歳にして3位入賞を果たした。

## 主な戦績
(階級表記のない大会は全て72kg超級及び78kg超級での成績)
72kg超級での戦績
- 1993年 -　高校選手権　5位
- 1995年 -　　3位
- 1996年 -　全日本学生選手権　3位(無差別)
- 1996年 -　世界学生　個人戦　2位(無差別)　　団体戦　3位
- 1997年 -　優勝大会　3位
- 1997年 -　全日本学生選手権　優勝(無差別)

78kg超級での戦績
- 1997年　- 全国女子体重別 2位
- 1997年　- 福岡国際　2位
- 1998年　- ドイツ国際　3位
- 1998年 -　体重別　3位
- 2000年　- 実業個人選手権　2位
- 2000年　- 全国女子体重別　3位
- 2001年 - 環太平洋柔道選手権大会　優勝
- 2002年　- 実業個人選手権　優勝
- 2003年　- 講道館杯 3位
- 2005年 -　全日本選手権　3位

(出典、JudoInside.com)